# Doncaster Rovers Football Club 2014-2015
Questa pagina raccoglie i dati riguardanti il Doncaster Rovers Football Club nelle competizioni ufficiali della stagione 2014-2015.

## Rosa
| N. |                             | Ruolo | Calciatore         |
| -- | --------------------------- | ----- | ------------------ |
| 2  | Inghilterra (bandiera)      | D     | Mitchell Lund      |
| 3  | Camerun (bandiera)          | D     | Cedric Evina       |
| 4  | Irlanda del Nord (bandiera) | D     | Luke McCullough    |
| 5  | Inghilterra (bandiera)      | D     | Rob Jones          |
| 6  | Inghilterra (bandiera)      | D     | Andy Butler        |
| 7  | Inghilterra (bandiera)      | C     | Richie Wellens     |
| 8  | Inghilterra (bandiera)      | C     | Richard Chaplow    |
| 9  | Inghilterra (bandiera)      | A     | Curtis Main        |
| 10 | Inghilterra (bandiera)      | C     | Harry Forrester    |
| 11 | Inghilterra (bandiera)      | A     | Andy Williams      |
| 12 | Germania (bandiera)         | P     | Thorsten Stuckmann |
| 14 | Inghilterra (bandiera)      | A     | Nathan Tyson       |
| 15 | Francia (bandiera)          | A     | Dany N'Guessan     |
| 16 | Inghilterra (bandiera)      | C     | Oscar Gobern       |
| 17 | Scozia (bandiera)           | D     | Gary MacKenzie     |
| 18 | Irlanda (bandiera)          | C     | Paul Keegan        |

| N. |                        | Ruolo | Calciatore            |
| -- | ---------------------- | ----- | --------------------- |
| 19 | Scozia (bandiera)      | A     | Jack McKay            |
| 20 | Scozia (bandiera)      | D     | Aaron Taylor-Sinclair |
| 21 | Inghilterra (bandiera) | A     | Liam Mandeville       |
| 23 | Slovacchia (bandiera)  | P     | Marko Maroši          |
| 24 | Scozia (bandiera)      | D     | Paul McKay            |
| 25 | Inghilterra (bandiera) | A     | Keshi Anderson        |
| 26 | Inghilterra (bandiera) | C     | James Coppinger       |
| 27 | Inghilterra (bandiera) | C     | Cameron Stewart       |
| 29 | Inghilterra (bandiera) | C     | Harry Middleton       |
| 30 | Inghilterra (bandiera) | D     | Ben Askins            |
| 32 | Inghilterra (bandiera) | C     | Billy Whitehouse      |
| 33 | Inghilterra (bandiera) | D     | Michael Carberry      |
| 36 | Inghilterra (bandiera) | C     | Jordan Linley         |
| -  | Inghilterra (bandiera) | C     | Conor Grant           |
| -  | Brasile (bandiera)     | D     | Felipe Mattioni       |